# Isola corallina

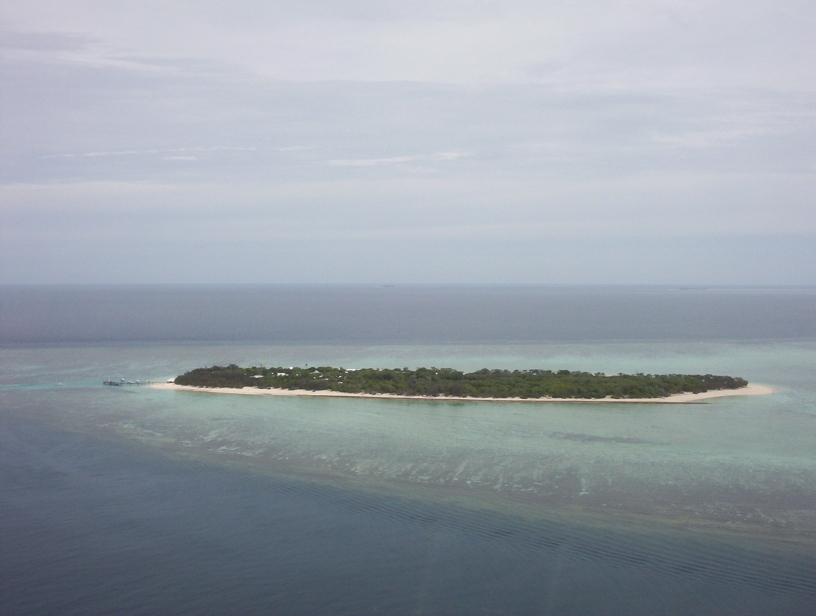
L'isola Heron, esempio di isola corallina

L'isola corallina, detta anche cay (in inglese cay, in spagnolo cayo, in francese caye), è una piccola isola sabbiosa formata sulla superficie della barriera corallina. Isole con queste caratteristiche sono situate sia nell'oceano Atlantico che in quello Pacifico e Indiano nelle zone con clima tropicale. Molte di queste isole sono abitate e l'ecosistema locale consente il sostentamento della popolazione.

## Formazione e composizione

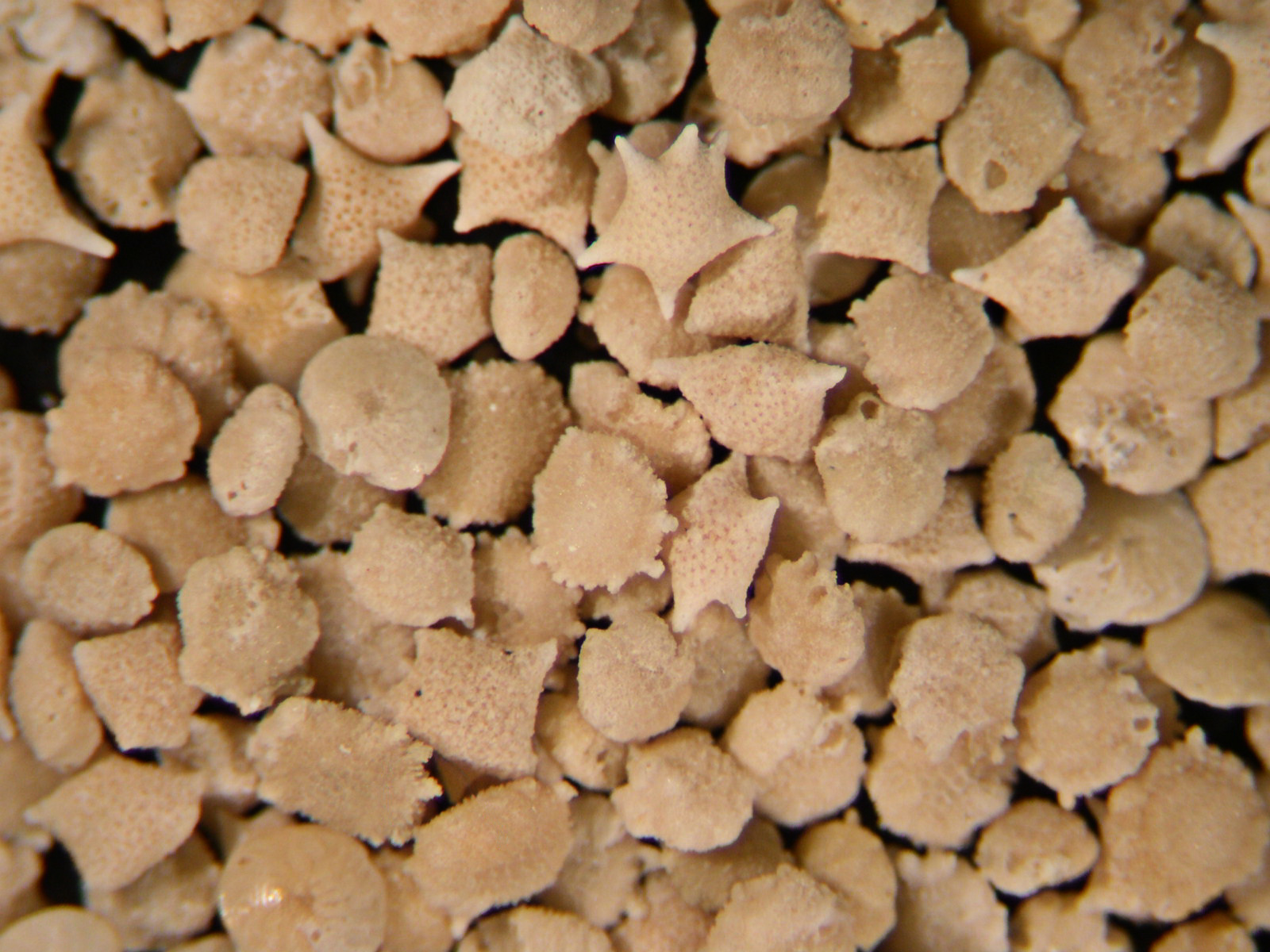
Sabbia corallina al microscopio

L'isola si forma quando le correnti oceaniche rilasciano i sedimenti che trasportano incontrando un'altra corrente. Gradualmente i sedimenti si accumulano sulla barriera corallina oppure su uno sperone di roccia che affiora dal mare.
Questi sedimenti sono quasi esclusivamente di origine biologica (scheletri di animali e resti di piante) e sono composti prevalentemente da carbonato di calcio ((CaCO3), aragonite, calcite e magnesio prodotti da specie vegetali (alghe coralline, particolarmente dal genere Halimeda) e animali, quali coralli, molluschi e Foraminifera. Per piccole quantità di silicato, contribuiscono inoltre le spugne. 
Nel corso del tempo si può sviluppare la vegetazione grazie anche al guano di uccelli.

## Sviluppo e stabilità
Cause fisiche, chimiche e biologiche determinano lo sviluppo o l'erosione delle isole coralline. Principalmente queste sono: l'accumulo di sabbia lungo la barriera corallina, cambiamenti delle correnti marine, maree e fenomeni meteorologici. Questi ultimi sono responsabili di significativi cambiamenti come ha dimostrato El Niño e altri cicloni tropicali.